# Vivian Malone Jones
Vivian Juanita Malone Jones (Mobile, 15 luglio 1942 – Atlanta, 13 ottobre 2005) è stata un'attivista statunitense, nota per essere una dei primi due afroamericani che si immatricolarono all'Università dell'Alabama nel 1963. È stata anche la prima laureata afro-americana dell'ateneo.
Vivian Malone Jones è stata resa celebre dall'episodio noto come Stand in the Schoolhouse Door, avvenuto l'11 giugno 1963 durante la presidenza di John Fitzgerald Kennedy, allorquando la Malone volle immatricolarsi all'università, ma l'allora governatore dell'Alabama George Wallace tentò di impedirglielo piazzandosi nel mezzo della porta d'entrata dell'edificio. L'università era infatti stata completamente riservata ai bianchi fino ad allora e Wallace era un convinto segregazionista, avendo basato anche parte della sua campagna elettorale sulla segregazione.

## Biografia

### Infanzia e adolescenza
Malone è nata nella Contea di Monroe in Alabama nel 1942, quarta di otto figli. I suoi genitori lavoravano entrambi alla base aerea di Brookley; suo padre lavorava nella manutenzione e sua madre lavorava come domestica. I suoi genitori hanno sottolineato l'importanza di ricevere un'istruzione e hanno fatto in modo che i loro figli frequentassero il college. Ognuno dei fratelli maggiori di Malone ha frequentato la Tuskegee University. I suoi genitori erano attivi anche nel campo dei diritti civili e spesso partecipavano a riunioni locali, raccolte di donazioni e attività nella comunità che promuovevano l'uguaglianza e la desegregazione. Da adolescente, Vivian è stata spesso coinvolta in organizzazioni comunitarie per porre fine alla discriminazione razziale e ha lavorato a stretto contatto con i leader locali dei movimenti per lavorare per la desegregazione nelle scuole.
Malone ha frequentato la Central High School, dove era membro della National Honor Society. Nel febbraio 1961, si è iscritta all'Alabama Agricultural and Mechanical University, uno dei pochi college per studenti neri dello stato. Lo ha frequentato per due anni e ha ricevuto un Bachelor's degree in Business Education. Malone voleva conseguire una laurea in contabilità, un corso di studi non offerto all'epoca dall'Alabama A&M. Inoltre, il diploma di bachelor Malone ricevuto le è stato rilasciato prima che l'Università fosse stata pienamente accreditata dalla Southern Association of Colleges and Schools. Per ottenere una laurea accreditata in contabilità, Malone avrebbe dovuto trasferirsi in un'altra università.

### L'incidente alla università dell'Alabama
Nel 1961, Malone aveva ricevuto notizia da un'amica di famiglia che la locale Non-Partisan Voter League aveva pianificato un programma per desegregare la succursale di Mobile della Università dell'Alabama. A causa del suo eccezionale rendimento al liceo, Malone era una delle numerose studentesse nere locali che l'organizzazione ha suggerito di candidarsi al campus Mobile. Almeno 200 studenti neri avevano fatto domanda all'università per essere respinti dalla domanda di ammissione. L'università ha negato l'ammissione dei candidati a causa di eccessive iscrizioni a numero chiuso, quote già compilate o prestazioni accademiche degli studenti non conformi agli standard richiesti; tuttavia la comunità ha capito chiaramente che l'università non avrebbe ammesso gli studenti neri a causa della resistenza alla desegregazione scolastica.
Gli studenti neri, tra cui Malone, che si erano candidati alla sede universitaria di Mobile sono stati indagati dal dipartimento di pubblica sicurezza dell'università, tra cui Malone. Dopo aver fatto domanda alla succursale Mobile dell'Università dell'Alabama, Malone e la sua famiglia erano stati visitati da due uomini bianchi che avevano dichiarato di essere rappresentanti dello Stato. Hanno comunicato che i suoi tentativi di candidarsi al campus di Mobile e di integrarsi con la scuola avevano scatenato violente rappresaglie da parte della comunità bianca locale, da cui la famiglia non avrebbe ricevuto molta protezione. La minaccia alla sua sicurezza non ha dissuaso Malone dal continuare a sostenere l'integrazione nell'università e ha continuato a candidarsi all'Università dell'Alabama per ottenere una laurea in contabilità.
Il NAACP Legal Defense and Educational Fund di Alabama ha offerto a Malone la possibilità di iscriverla alla University of Alabama's School of Commerce and Business Administration per ottenere la laurea in contabilità. Il Legal Defense Fund ha lavorato a stretto contatto con uno studente, James Hood, per desegregare l'Università dell'Alabama. Dopo due anni di processi e delibere, lei e James Hood ottennero il permesso di iscriversi all'università con una ordinanza del giudice distrettuale Harlan Grooms nel 1963. Il tribunale distrettuale aveva stabilito che la prassi dell'Università dell'Alabama di negare l'ammissione degli studenti neri nella loro università era una violazione della sentenza della Corte suprema degli Stati Uniti d'America nella causa Brown contro Board of Education in cui si affermava che la decisione di educare i bambini neri nelle scuole intenzionalmente separate dagli studenti bianchi era incostituzionale. Il giudice Grooms aveva anche vietato al governatore Wallace di interferire con la registrazione degli studenti.
L'11 giugno 1963, Malone e Hood, accompagnati dal vice procuratore generale degli Stati Uniti Nicholas Katzenbach e da un corteo di tre automobili piene di sceriffi federali, arrivarono al campus dell'Università dell'Alabama con l'intenzione di iscriversi. Ad aspettarli nel campus e a bloccare l'ingresso al Foster Auditorium c'era il governatore Wallace, affiancato da un gruppo di soldati di stato. Wallace intendeva mantenere fede alla sua promessa di mantenere la segregazione nello stato e di fermare "l'integrazione alla porta della scuola". Mentre Malone e Hood aspettavano in macchina, il vice procuratore generale Katzenbach e un piccolo gruppo di sceriffi federali affrontarono Wallace per chiedere che Malone e Hood potessero entrare per ordine del tribunale statale e che Wallace si facesse da parte.
Wallace non solo ha rifiutato di eseguire l'ordine, ma ha anche interrotto Katzenbach; di fronte alla troupe giornalistiche che lo circondavano, Wallace ha pronunciato un breve discorso simbolico sulla sovranità statale, sostenendo che "l'intrusione sgradita, indesiderata, ingiustificata e forzata del potere del governo centrale offre un esempio spaventoso dell'oppressione dei diritti, privilegi e sovranità di questo Stato da parte dei funzionari del governo federale".
Dopo aver constatato che Wallace non si sarebbe fatto da parte, Katzenbach chiese al presidente John Fitzgerald Kennedy di costringere Wallace a permettere agli studenti neri di entrare nell'università. Katzenbach portò Malone fino al suo dormitorio e le disse di vedere la sua stanza e di pranzare da sola nella sala da pranzo se avesse avuto fame. Malone è scesa nella sala da pranzo, ed è rimasta sorpresa di essere raggiunta da diversi studenti bianchi che hanno pranzato con lei. È rimasta nel dormitorio fino a quando la situazione si è calmata.
Il presidente John F. Kennedy ha federalizzato la Alabama Army National Guard più tardi lo stesso giorno, il che li ha posti sotto il comando del presidente e non del governatore dell'Alabama. Cento guardie scortarono Malone e Hood dai loro dormitori all'auditorium, dove Wallace si spostò da parte su richiesta del generale Henry V. Graham. Malone e Hood entrarono poi nell'edificio, anche se attraverso un'altra porta. Appena lei e Hood sono entrati nell'edificio, sono stati accolti con un sorprendente applauso dai sostenitori bianchi dell'integrazione. Poi sono entrati in palestra e si sono registrati come studenti dell'università, con Malone accettata nell'Università come Junior.
Il periodo trascorso da Malone all'Università dell'Alabama è stato relativamente privo di conflitti e minacce alla sua sicurezza, con l'eccezione di un'ondata di attentati che si verificarono nel novembre 1963 da parte di bianchi forse arrabbiati per la politica di integrazione. Dopo molte riflessioni tra il Marshal e Katzenbach, è stato deciso che Malone non sarebbe stato ritirata dalla scuola o disiscritta a causa degli attentati. Due anni dopo, nel 1965, ha ricevuto un Bachelor of Arts in gestione aziendale e divenne la prima nera a laurearsi all'Università dell'Alabama. Si è laureata con una media B+.

### Carriera
Nonostante gli alti risultati accademici ottenuti dall'università, non ha mai ricevuto un'offerta di lavoro in Alabama. Successivamente è entrata a far parte della divisione diritti civili del Dipartimento di Giustizia degli Stati Uniti d'America e ha lavorato come analista di ricerca. Durante la sua permanenza a Washington, ha frequentato la George Washington University e ha conseguito un Master's degree in Amministrazione pubblica. Ha assunto l'incarico di specialista in relazioni con i dipendenti presso la sede centrale degli Stati Uniti del Dipartimento degli Affari dei Veterani degli Stati Uniti d'America.
È stata nominata direttrice esecutiva del Voter Education Project e ha lavorato per l'uguaglianza degli elettori per le minoranze, aiutando così milioni di neri a iscriversi per votare. In seguito è diventata Direttrice dei Diritti Civili e degli Affari Urbani e Direttrice della Giustizia Ambientale per l'Agenzia statunitense per la protezione dell'ambiente, posizione che ha ricoperto fino al suo pensionamento nel 1996. Nell'ottobre 1996, Jones è stata scelta dalla George Wallace Family Foundation per essere la prima a ricevere il Lurleen B. Wallace Award of Courage. Alla cerimonia, Wallace ha detto: "Vivian Malone Jones è stata al centro della lotta per i diritti degli stati e si è comportata con grazia, forza e, soprattutto, coraggio". Nel 2000, l'Università dell'Alabama le ha conferito il dottorato in scienze umanistiche.

### Morte
Jones è morta in seguito ad un ictus all'età di 63 anni in un ospedale di Atlanta. I suoi funerali si sono svolti presso la Martin Luther King Jr. International Chapel al Morehouse College. Era sposata con Mack Jones, un medico morto nel 2004. Rimase con un figlio, una figlia, tre nipoti, quattro sorelle e tre fratelli. Era un membro fedele del From the Heart Church Ministries di Atlanta, dove ha ricoperto il ruolo di cerimoniere. Suo cognato Eric Holder è stato procuratore generale degli Stati Uniti d'America. Suo nipote Jeff Malone è stato uno degli studenti atleti della Mississippi State University e un distinto giocatore della NBA.

## Nella cultura di massa
- La Malone è ritratta in una scena del film Forrest Gump che riproduce, con alcune variazioni, l'episodio sopra citato.